# 艸部
艸部（）は、漢字を部首により分類したグループの一つ。
康熙字典214部首では140番目に置かれる（6画の23番目、申集の最初）。通称：くさかんむり（草冠）

## 概要
「艸」は「草」の本字であり、草本植物の総称として用いられる。草の形に象る「屮」が2つ並んだ会意文字である。
偏旁の意符としては植物に関することを示す。樹木ではない植物、特に草本植物との関わりから派生した字を作っている。このとき主として上側の冠の位置に置かれ、上下構造を作るが、通常「艹」という十字の形に変形させて用いられる。なおこの形には差異がある（下記参照）。
艸部に所属する漢字で「艸」の字形のまま用いられている漢字は少なく、Unicodeの基本領域では「芔」「茻」と、「艸」の字形が上下に分離されている「芻」があるのみである。日常ではまず用いられないが、拡張領域では「𦫹」「𦬦」「𦭠」などといった漢字が収録されている。
特筆すべき点は異体字が多数存在し、同音の文字に変えた字体（蔕と蒂など）、類似の字形に変えた字体（萌と萠、菟と莵など）、本字に追加した字体（蕊と蘂、蕩と蘯など）、左右の構造が異なる同字（蘇と蘓など）、表外字の拡張新字体（蘆と芦、藪と薮など）、本字にくさかんむりを加えた異体字（芻と蒭、他部首では刈（刀部）と苅、園（囗部）と薗、帚（巾部）と菷、韭（韭部）と韮など）などが存在する。 
艸部はこのような意符を構成要素に持つ漢字を収める。その総字数は全ての部首で最も多い。

## 字体のデザイン差
楷書において偏旁の「艸」は「艹」のように十字形に変形されるが、2つの十字の横画をつなげて全体で3画にする「3画くさかんむり」（艹）とそのまま間を開ける「4画くさかんむり」がある。また、「4画くさかんむり」には「艹」の形と「艹」の形がある。
印刷書体（明朝体）において『康熙字典』は「4画くさかんむり」を採っている。現在、台湾の国字標準字体・香港の常用字字形表もこの形をとる。
日本の新字体・中国の新字形は「3画くさかんむり」を使っている。
また日本の『表外漢字字体表』では「『くさかんむり』については、明治以来の明朝体字形に従い、『3画くさかんむり』を印刷標準字体と考える。ただし、このことは、明朝体以外の印刷書体の字形（例えば、正楷書体における『4画くさかんむり』）を制限するものではない」とされており、康熙字典体に従っていない。戸籍における氏名など、「3画くさかんむり」と「4画くさかんむり」を区別する場合があり、示偏や之繞同様にこだわる場合もある（德永英明の「英」など）。そのため人名用外字セットに「4画くさかんむり」を使用したものが含まれていたり、大規模文字セットでは3画と4画が区別されている場合もある。
筆記の慣習においては、草書では「前」の上のような形、行書では「サ」のようなかたち、楷書では「十十」と書かれ、『康煕字典』の活字もこれに習って4画くさかんむりとしている。上記のように、日本の活字では明治以来3画くさかんむりとされており（直線的な印刷字体では4画のくさかんむりは作りづらいため）、『当用漢字表』でも3画が採用されている。活字のくさかんむりはこのようになったが、筆記では、学校教育などで4画に書く楷書を教えなくなってしまった。ここから「旧字は4画」という誤解が生まれてしまったが、上のように少なくとも筆記では4画、3画の区別はない。日本規格協会符号化文字集合調査研究委員の小池和夫は、「草冠は草冠であることがわかればよく、画数は問題ではない。しんにょうの点と草冠の画数は数えるものではない」としている。
大相撲の番付表には3種類の草冠が書かれている。一つは番付表の中央に書かれている「蒙御免」の「蒙」の草冠の「艹」、二つ目は「若乃花」の「若」の草冠を「差」のようにしたもの、三つ目は「武蔵丸」のように通常の草冠にしたものが書かれている。
片仮名の「サ」は「3画くさかんむり」に似ているが、「サ」は「散」を崩したものの一部から造られた字であり、「3画くさかんむり」とは全くの無関係である。
Unicodeにおける部首内画数の配列では、くさかんむりの字形は全て4画の扱いとしている。

## 略字
なお略字形を採用する日本の新字体・中国の簡体字では他の偏旁を「3画くさかんむり」に統合させたものがある。

### 丱
日本・中国に共通しているのは、「敬」のような「丱」の変形で「艹」となったものを「3画くさかんむり」にしていることである。ただし、この系列の「夢・繭・驚・護・獲」などは、日本では単に「3画くさかんむり」に変えて「夢・繭・驚・護・獲」とするのであるが、中国では「梦・茧・惊・护・获」のように字全体で独自の簡略化をする。また「勸・歡」などについては日本では「勧・歓」のように、中国では「劝・欢」のように簡略化する。
なおこの偏旁の繁体字・旧字体について言えば、『康熙字典』は「艹」を採用し、台湾の国字標準字体・香港の常用字字形表もこの形を採る。一方、中国は新字形により「3画くさかんむり」を使っている。

### 廿
日本の新字体では「漢・勤」のような「廿」形を「3画くさかんむり」とする。ちなみに中国の簡体字では「漢」を「汉」に簡略化する。

### 火火
中国の簡体字では「營・螢・榮」の「火火」を「3画くさかんむり」とし、「营・萤・荣」のようにする。ちなみに日本では「営・蛍・栄」のように「ツ」形に簡略化している。

## 部首の通称
- 日
  - くさかんむり（草冠）
  - くさ・そうこう
- 中：草字頭
- 韓：초두부 (cho du bu、草頭部) 초두머리（cho du mori、草頭の冠）
- 越：Bộ Thảo（部草）
- 英：Radical grass

## 部首字
艸
- 中古音
  - 広韻 - 采老切、晧韻、上声
  - 詩韻 - 晧韻、上声
  - 三十六字母 - 清母
- 現代音
  - 普通話 - 拼音: cǎo 注音: ㄘㄠˇ ウェード式：ts'ao3
  - 広東語 - 粤拼: cou2 イェール式：chou2
- 日本語 - 音：ソウ（サウ）（漢音・呉音） 訓：くさ
- 朝鮮語 - 音：초（cho）訓：풀（pul、くさ）
- ベトナム語：Thảo

## 例字
| 画数 | 例字 |
| ---- | --- |
| 0    | 艸 |
| 2    | 艾 |
| 3    | 芋・芍・芒 |
| 4    | 芽（芽5）・芙・芟・芥・芫・芬・芭・芯・花・芳・芸・芹・芻・苅・芝（芝3）                                                                      |
| 5    | 苑・苒・苓・苔・苗・苙・苛・苜・苞・苟・苡・苣・若・苦・苧・苫・英・苳・苴・苹・苺・苻・茁・茂・范・茄・茅・茆・茉                            |
| 6    | 茖・茗・茘・茜・茨・茫・茯・茱・茲・茴・茵・茶・茸・茹・荀・荅・草・荊・荏・荐・荒・荢・茟                                                    |
| 7    | 茣・荳・荵・荷・荻・荼・荿・莅・莇・莉・莊（荘6）・莎・莓・莖（茎5）・莚・莞・莟・莠・莢・莨・莪・莫・莵・𫟏                                  |
| 8    | 菁・菅・菇・菊・菌・菎・菓・菖・菘・菜・菟・菠・菩・菰・菱・菲・菴・菶・菷・菻・菽・萃・萄・萇・萋・萌・萍・萎・萓・萠・萢・葛・莽・華（華7） |
| 9    | 萩・萪・萬（万→一部）・萱・萵・萸・萼・落・葆・葈・葉・葎・葡・董・葦・葩・葫・葬・葭・葮・葱・葵・葷・葹・葺・蒂・蒄・著（著8）              |
| 10   | 蒐・蒔・蒙・蒜・蒟・蒡・蒭・蒲・蒴・蒸・蒹・蒻・蒼・蒿・蓁・蓄・蓆・蓉・蓊・蓋・蓍・蓐・蓑・蓖・蓙・蓚・蓜                                    |
| 11   | 蓬・蓮（蓮10）・蓴・蓼・蓿・蔀・蔆・蔑・蔓・蔔・蔕・蔗・蔘・蔚・蔟・蔡・蔦・蔬・蔭                                                            |
| 12   | 蔽・蕀・蕁・蕃・蕈・蕉・蕊・蕋・蕎・蕓・蕕・蕘・蕙・蕚・蕣・蕨・蕩・蕪・蕫・蕭                                                                |
| 13   | 蕗・蕷・蕾・薀・薄・薇・薈・薊・薐・薑・薔・薗・薙・薛・薜・薤・薦・薨・薪・薯                                                                |
| 14   | 薩・薰（薫13）・薹・薺・藁・藉・藍・藏（蔵12）・藐                                                                                            |
| 15   | 藕・藜・藝（芸4）・藤・藥（薬13）・藩・藪（薮13）・藷・蘋                                                                                     |
| 16   | 藹・藺・藻・藾・蘂・蘆（芦4）・蘇・蘊・蘓・蘢                                                                                                 |
| 17   | 蘖・蘗・蘚・蘰・蘭（蘭16） |
| 19   | 蘿 |
| 26   | 𧆚 |
| 39   | 𧆘 |